# Raynaud (entreprise)
Pour les articles homonymes, voir Raynaud.
A. Raynaud et Compagnie est une entreprise française productrice de porcelaine de Limoges fondée en 1919 à Limoges dans la Haute-Vienne.

## Historique

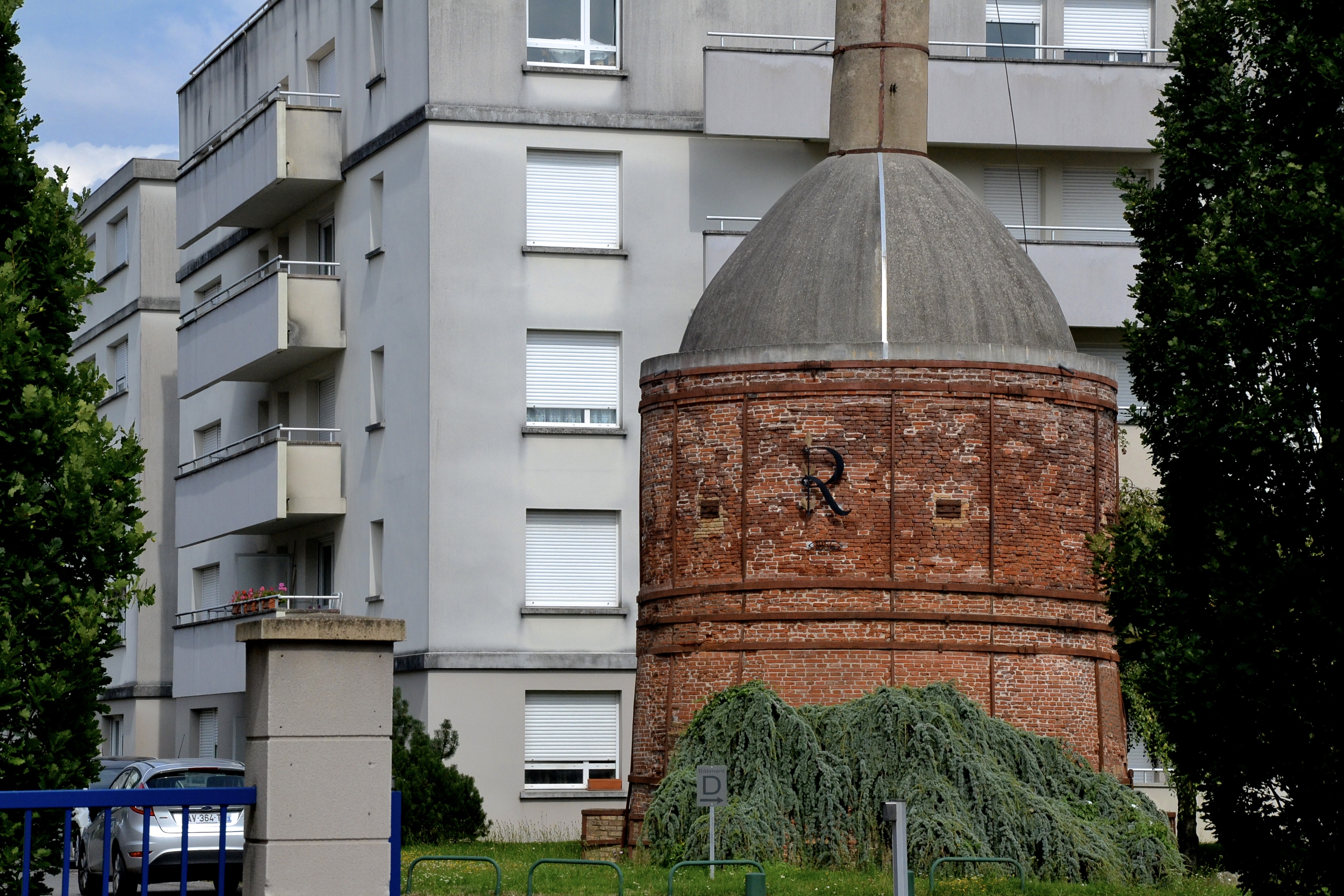
Ancien four Raynaud, aujourd'hui préservé au sein d'un ensemble résidentiel contemporain.

En 1919, la manufacture de Montjovis est rachetée par Martial Raynaud. Il développe l’entreprise qui devient en 1925 Raynaud & Cie, et qui adopte pour logo un « R » à branche de laurier.
Sensible à l’ébullition artistique de son époque[réf. nécessaire], il ouvre ses créations aux inspirations nouvelles de l’Art Nouveau et de l’Art Déco, tout en se faisant défenseur de la tradition porcelainière limougeaude. La Maison se distingue rapidement[Quand ?], notamment avec des vases et des tasses aux perles et émaux, un style unique[réf. nécessaire] inspiré de techniques traditionnelles venues de Hongrie et qui lui furent transmises par son père.
En 1952, André Raynaud prend la succession de son père et ajoute aux innovations du XIXe siècle - passées à la tradition - les progrès portés par le XXe siècle[réf. souhaitée]. De nouvelles techniques émergent et permettent à l'industrie porcelainière d'élargir ses perspectives créatives. Des « copies de Chine » de la Compagnie des Indes sont rééditées à son intention, les formes se renouvellent (les assiettes carrées de la collection « Elite » figurent à ce titre au Centre Beaubourg et au Musée des arts décoratifs), et les œuvres de grands artistes (Cocteau, Arman, Dali, Jean-Charles de Castelbajac, Carven et Raymond Loewy, entre autres) sont au cœur de la création[réf. nécessaire].
En 1992, Bertrand Raynaud, représentant la troisième génération, arrive à la direction de l’entreprise familiale alors que celle-ci est rachetée par l’orfèvrerie Ercuis.